# Kościół Wniebowzięcia Najświętszej Maryi Panny w Gliwicach
Kościół Wniebowzięcia NMP w Gliwicach – drewniany, zabytkowy kościół parafialny obrządku rzymskokatolickiego w Gliwicach, w dekanacie Gliwice w diecezji Gliwickiej. Kościół znajduje się w Parku Starokozielskim – dawnym Cmentarzu Starokozielskim przy ul. Kozielskiej 29. 
Kościół leży na szlaku architektury drewnianej województwa śląskiego. W pobliżu kościoła przebiega także niebieski Szlak Powstańców Śląskich, a nieco dalej - czerwony Szlak Husarii Polskiej.

## Historia
Kościół został wybudowany w Zębowicach koło Olesna w 1493 r. Najstarszy zachowany opis świątyni pochodzi z 1679 roku; wspomina on o wolno stojącej dzwonnicy i malowidłach we wnętrzu kościoła. W 1777 wybudowano nową wieżę, dostawioną do nawy, a jej budowniczym był cieśla Wojciech Kokot. W XVIII wieku wzbogacono wystrój wnętrza, zaś w 1878 r. Johann Gaida wykonał nowe polichromie.
W czasie III powstania śląskiego kościół został przestrzelony pociskiem artyleryjskim, który wszedł od strony prezbiterium blisko ołtarza głównego, przebił balustradę chóru muzycznego i organy, po czym utkwił w belce poprzecznej (niewypał znaleziono podczas prac rozbiórkowych).
Po wybudowaniu w Zębowicach w 1911 r. nowego, murowanego kościoła, drewniana świątynia została zakupiona przez władze miejskie i w 1925 r. przeniesiona do Gliwic, na niedawno powstały Cmentarz Centralny. Pracami rekonstrukcyjnymi kierował Robert Josefek pod nadzorem architekta miejskiego Karla Schabika. Przeniesienia polichromii ścian i stropu dokonał Karol Platzek. Poświęcenia dokonano 12 września 1925 roku, a w rok później oddano kościół do użytku. Budowla służyła jako pomocnicza kaplica pogrzebowa i miejsce modlitwy. Jednakże, zapomniana przez konserwatorów, ulegała powolnej dewastacji i pod koniec lat 70. XX w. kościół został zamknięty dla obrzędów liturgicznych.
Od 1960 r. władze parafii Wszystkich Świętych, na terenie której znajdował się kościół, starały się o jego remont. Dopiero jednak po roku 1989, kiedy kościółek popadł już w zupełną ruinę, nowe władze samorządowe Gliwic podjęły decyzję ratowania zabytku. W 1992 r. kościół został całkowicie rozebrany, a poszczególne jego elementy poddano konserwacji. Z powodu braku odpowiednich funduszy, dopiero w 1997 r. rozpoczęto prace związane z przeniesieniem kościoła na teren nieczynnego już Cmentarza Starokozielskiego, gdzie został ostatecznie zrekonstruowany. Staraniem gminy i diecezji prace zakończono w roku 2000. W Uroczystość Wniebowzięcia NMP biskup gliwicki Jan Wieczorek dokonał 15 sierpnia 2000 roku konsekracji zrekonstruowanego kościoła, który odtąd pełnił funkcję kościoła rektorskiego. Z dniem erygowania nowej parafii, czyli 1 lipca 2004 r. został podniesiony do rangi kościoła parafialnego.

## Architektura i wyposażenie

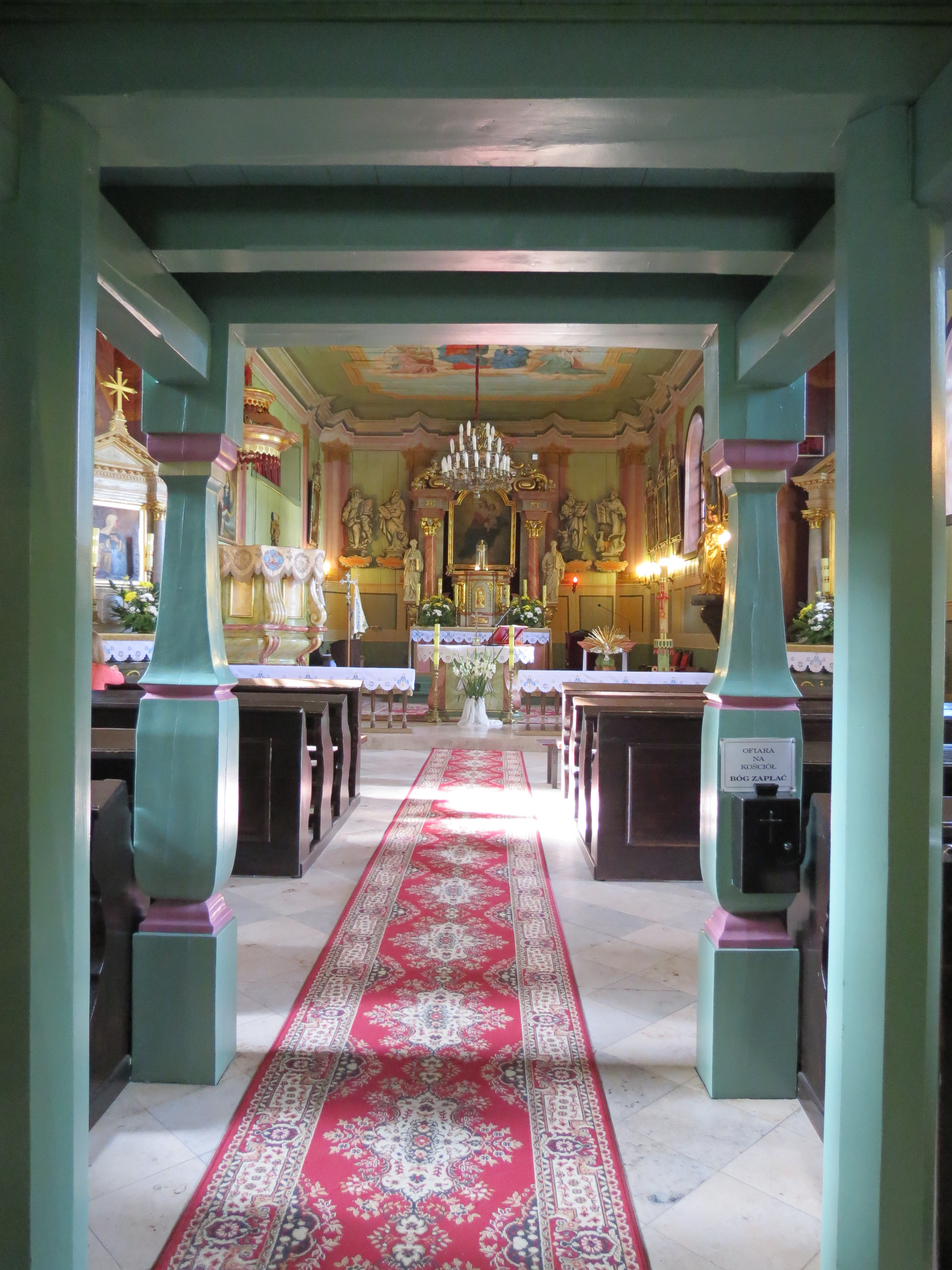
Wnętrze świątyni

Kościół pierwotnie gotycki, przebudowany został w XVII i ponownie w XVIII w. w duchu barokowym. Obecnie nie jest orientowany - prezbiterium skierowane jest w kierunku północno-zachodnim. Nawa i węższe od niej prezbiterium o konstrukcji zrębowej, wieża o konstrukcji słupowej. Do prezbiterium przylega zakrystia z lożą kolatorską. Dachy kryte gontem. Nad nawą wieżyczka na sygnaturkę. Na wieży znajduje się dzwon "Maksymilian" z 1927 roku. 
Ołtarze i ambona przeniesione z Zębowic wraz z kościołem. Ołtarz główny, barokowy, z XVIII wieku, z obrazem Matki Boskiej Szkaplerznej oraz figurami śś. Piotra i Pawła. Ołtarze boczne z XIX wieku. W ołtarzu lewym obraz przedstawiający św. Brygidę, w prawym natomiast - św. Anną nauczającą Marię. Z XVIII wieku pochodzą także organy z odrestaurowanym prospektem organowym oraz dwie kropielnice. Z Zębowic pochodzi również figura Ecce Homo z 1505 roku, obecnie znajdująca się w Pocysterskim Zespole Klasztorno-Pałacowym w Rudach.
Polichromie na wewnętrznych ścianach i stropach pochodzą z XVIII wieku i zostały odtworzone podczas ostatniej renowacji kościoła. Na stropie nad nawą przedstawiono Oko Opatrzności, otoczone symbolami wezwań Litanii Loretańskiej. Na stropie prezbiterium namalowano scenę Koronacji Matki Boskiej, nad lożą zaś - św. Wiktora i św. Amalię.

## Otoczenie
Kościół znajduje się obecnie na zachowanej części cmentarza starokozielskiego. W pobliżu znajdują się nieliczne nagrobki, kaplica św. Jacka Odrowąża, krzyż z figurą Chrystusa i figura Matki Boskiej. W otoczeniu znajdują się też liczne drzewa.